# Symphonie no 1 de Prokofiev
Pour les articles homonymes, voir Symphonie no 1.
Symphonie classique
La Symphonie no 1 en ré majeur, op. 25 de Prokofiev est surnommée Symphonie classique en raison de ses nombreux éléments d'inspiration classique, dont la structure et l'orchestration. 
Cette symphonie est la plus connue de celles de Prokofiev (avec sa cinquième).

## Structure
Elle est composée dans le ton de ré majeur et comporte quatre mouvements.
1. Allegro
2. Larghetto
3. Gavotta : Non troppo allegro
4. Finale : Molto vivace

## Fiche technique
- Titre : Symphonie no 1 en ré majeur, op. 25 ;
  - Surnom : Symphonie classique ;
- Composition : 1916-1917 ;
- Création : 21 avril 1918 à Pétrograd, sous la direction du compositeur ;
- Durée : avec une durée d'environ 15 minutes (voire 13 selon les interprétations) elle est la plus courte des symphonies du compositeur.

### Orchestration
La symphonie est composée pour un petit orchestre symphonique, du type de Haydn ou de Mozart :
| Instrumentation de la Symphonie no 1                                 |
| Cordes                                                               |
| premiers violons, seconds violons, altos, violoncelles, contrebasses |
| Bois                                                                 |
| 2 flûtes 2 hautbois 2 clarinettes, 2 bassons                         |
| Cuivres                                                              |
| 2 cors, 2 trompettes                                                 |
| Percussions                                                          |
| timbales                                                             |

## Histoire

### Composition
Prokofiev commença à composer sa première symphonie en 1916. Il a alors 25 ans. Pendant que la Première Guerre mondiale faisait des millions de morts, Prokofiev travaillait sa symphonie à Saint-Pétersbourg[réf. nécessaire]. Il n'avait alors, intentionnellement, aucun instrument de musique à sa disposition. Il voulait essayer de composer uniquement de mémoire. « Je dus reconnaître que le matériau thématique, composé sans piano, est la plupart du temps de meilleure qualité. Lorsque j'en jouais plus tard des passages au piano, cela me paraissait bien étrange tout d'abord, mais chaque élément prenait rapidement sa place. » Il s'inspira beaucoup des symphonies de Haydn dont il connaissait très bien la technique.
Sa composition est contemporaine de celle de son premier concerto pour violon, ce dernier ayant une écriture plus « moderne ».
Au sujet du titre de « Symphonie classique », Prokofiev le justifie ainsi : « d'abord pour la simplicité du titre, ensuite pour provoquer les philistins, et avec l'espoir de vraiment gagner si la Symphonie devait se révéler réellement classique » (autobiographie).

### Création et réception
La création de la Symphonie n° 1 « classique » eut lieu le 21 avril 1918 à Pétrograd sous la direction du compositeur. Malgré, ou grâce à, son apparence conservatrice (mais apparence seulement), elle fut l'objet d'une véritable ovation du public.

## Analyse

### Allegro
Ce premier mouvement est de forme sonate classique, c'est-à-dire exposition, développement et réexposition. Le développement apparaît après une pause marquée.

### Larghetto
Le deuxième mouvement est divisé en trois sections, de forme A-B-A. Son rythme à trois temps l'apparente avec le menuet.

### Gavotta: Non troppo allegro
Le troisième mouvement, une gavotte, est bien dansant, à quatre temps.

### Finale: Molto vivace
Le dernier mouvement, comme la plupart des derniers mouvements dans le classique est entraînant et puissant. Il mélange la forme du rondo (A-B-A-C-A-D...) avec la structure sonate (appelée plus fréquemment « forme sonate »).